# Aprilia RS 50
Aprilia RS 50 – motorower firmy Aprilia będący repliką sportowych motocykli RS 125 i RSV 1000, odnoszących sukcesy w MotoGP.

## Pierwsza generacja (Extrema)
Aprilia RS 50 to następca modelu AF1 50. Zastosowano początkowo silnik Minarelli AM5 (modele extrema), chłodzony cieczą i uruchamiany rozrusznikiem elektrycznym. Sylwetka niewątpliwie przypominała duże sportowe motocykle, co było dużym atutem. Jak na swoje czasy sylwetka pojazdu była modna, przetrwała również próbę czasu - do dzisiaj jest równie popularna. Motorower wyposażono w stalową ramę, jednoramienny wahacz tylny z progresywnym układem dźwigniowym zawieszenia, trzyramienne felgi i układ hamulcowy firmy Brembo.
W 1996 roku wprowadzono nowy kształt przedniej owiewki wraz z nową lampą.

## Druga generacja
Aprilia RS 50 drugiej generacji przeszła gruntowną zmianę stylizacyjną. Owiewki boczne całkowicie zakrywają jednostkę napędową. Siedzenie pasażera wraz z tylną częścią pojazdu otrzymało obły kształt. Te dwie cechy są powodem do krytyki, podkreślają pseudosportowy charakter małej pięćdziesiątki. Motorower otrzymał nową odlewaną aluminiową ramę, zastosowano zwykły dwuramienny wahacz tylny z pojedynczym elementem resorująco-tłumiącym (monoshock). W nowym modelu zastosowano silnik Minarelli AM6 z sześciostopniową skrzynią biegów. Nowy układ hamulcowy jest bardzo wydajny, trzeba zwrócić uwagę na przedni hamulec - bardzo łatwo zablokować przednie koło.
W 2003 roku motorower zmodyfikowano w celu uzyskania normy emisji spalin Euro 2. Zastąpiono prosty gaźnik Dellorto SHA 14/12 bardziej precyzyjnym Dellorto PHBN 16, różniący się przede wszystkim tym, że posiada iglicę i dyszę wolnych obrotów.

## Trzecia generacja
Trzecia generacja to wielki skok konstrukcyjny i techniczny. W wyniku włączenia firmy Aprilia do koncernu Piaggio w 2003 roku, nowy model został zunifikowany z innym pojazdem produkowanym przez grupę Piaggio - Derbi GPR 50. Wykorzystano z niego 90% podzespołów. Zauważalne są tylko niewielkie zmiany stylistyczne - głównie w kształcie owiewek, przedniej lampy oraz licznika. Aprilia zastosowała w swoim najmniejszym modelu wiele nowoczesnych rozwiązań technicznych, dotychczas znanych z motocykli wyścigowych klasy Superbike, na co można zwrócić szczególną uwagę. Jest to bardzo lekka aluminiowa rama, aluminiowy wahacz tylny, odwrócone teleskopy przednie firmy Marzocchi, układ hamulcowy firmy AJP - radialnie mocowany przedni zacisk hamulcowy i radialna pompa hamulcowa. Smaku dodają ledowe kierunkowskazy, końcówka wydechu umieszczona pod siedzeniem, cyfrowo-analogowy licznik oraz agresywna stylistyka o ostrych liniach. Jednostka napędowa to silnik Piaggio D50B1 spełniający normę emisji EURO 2, powstały w wyniku zmodernizowania przez Piaggio silnika Derbi. 

## Aprilia RS4 50
Aprilia RS4 50 to model produkowany obok modelu RS 50. Różni się przede wszystkim nową stylizacją, owiewkami z częściowo widocznym silnikiem oraz ramą.

## Aprilia Tuono 50
Aprilia Tuono 50 to motorower typu Naked bike, produkowany na bazie modelu RS 50. Główne różnice to brak bocznych owiewek silnika, zamiast nich zostały zastosowane drobne osłony maskujące niektóre elementy wyposażenia silnika (np. korek wlewu płynu chłodzącego). Przednia owiewka przypomina przód modelu RS 50. Zastosowano klasyczną kierownicę wraz ze zmienionymi przełącznikami oraz lusterkami. Siedzenie pasażera ma płaski kształt.
Model Tuono 50 jest bardzo rzadko spotykany w Polsce - większość egzemplarzy trafiła dzięki importowi z innych krajów.